# Letto di essiccamento

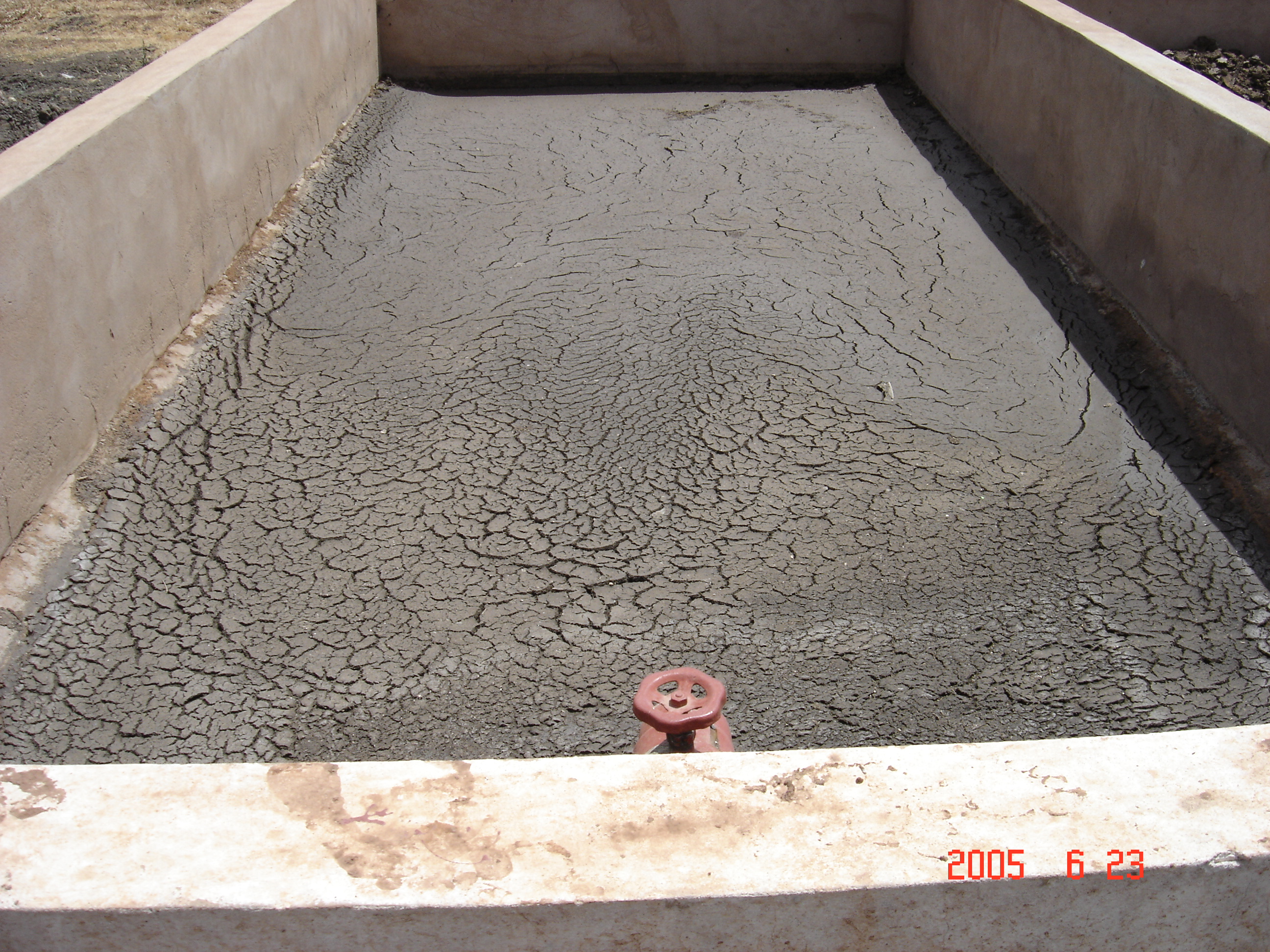
Letto di essiccamento

I letti di essiccamento rappresentano il metodo più comune (ma anche meno efficace) per la disidratazione dei fanghi e rappresentano il trattamento finale della linea fanghi di un impianto di depurazione.
I fanghi digeriti - provenienti dal fondo delle vasche di digestione o dagli stabilizzatori - sono ricchi di acqua: per rendere più economico e più facile il loro lo smaltimento è necessario ridurne il volume abbattendo il tenore di acqua.

## Tecnica di essiccamento

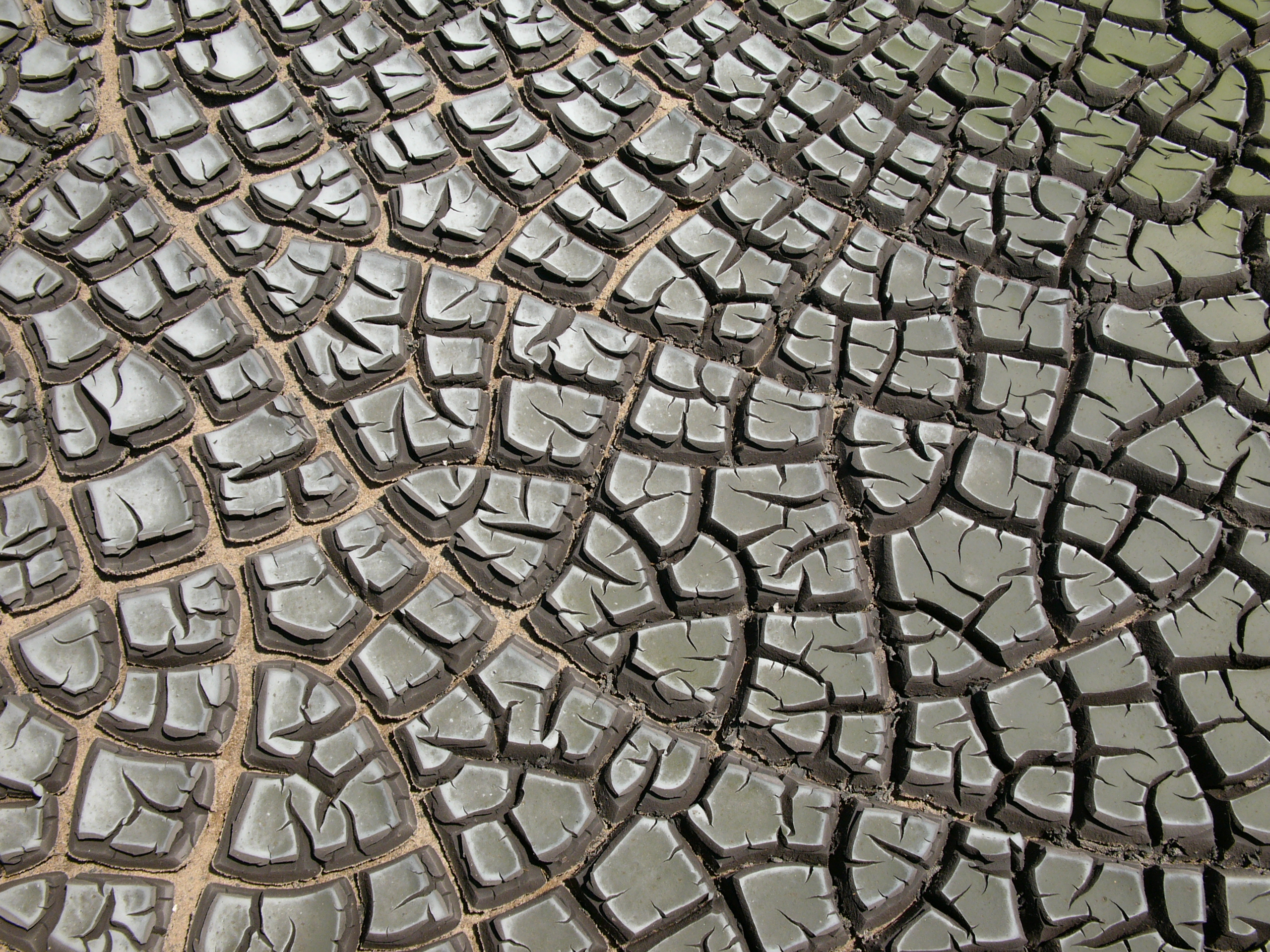
fango essiccato naturalmente

Per essiccare i fanghi, questi vengono convogliati verso vasche di calcestruzzo armato di forma rettangolare con pareti molto basse, della larghezza massima di 4 –6 m e di lunghezza variabile (lunghezza tipica 16–20 m). L'area del letto si calcola con un metodo empirico: nei climi freddi e umidi occorre 1 m² ogni 5 abitanti serviti in quelli caldi e aridi 1 m² ogni 20 abitanti. Il fondo di ciascun elemento è sistemato con adatta pendenza e drenato.
Sul fondo si dispone uno strato drenante costituito di strati di ghiaia grossa o pietrisco, sul quale si stende un secondo strato di materiale più minuto e infine uno strato di sabbia di circa 5 cm. In totale lo spessore dei 3 strati risulterà di circa 25 cm. L'altezza delle pareti delle vasche è di circa 30 cm al di sopra della sabbia.
Il fango digerito viene posto sui letti, per un'altezza uniforme di circa 20 – 30 cm, dove viene lasciato asciugare naturalmente per drenaggio e per evaporazione naturale.
Il liquido drenato viene raccolto e reimmesso a monte del bacino di sedimentazione primaria.
I principali parametri che regolano il processo sono:
- la qualità del fango: influenza principalmente il drenaggio - i fanghi primari e i fanghi freschi, ad esempio, drenano meglio dei fanghi secondari e dei fanghi vecchi;
- le condizioni meteorologiche del luogo in cui sono installati i letti: (temperatura, umidità dell'aria, velocità dei venti, ecc.) influenzano il processo di evaporazione

Un inconveniente dei letti di essiccazione è dato dal fatto che la pioggia restituisce al fango buona parte dell'acqua perduta durante l'essiccamento; a ciò si può porre rimedio coprendo - come una serra - i letti con coperture trasparenti, che lasciano passare il calore solare, in tal modo è possibile aumentare del 50% la resa dei letti. In questo caso è necessario curare la ventilazione.
La rimozione dei fanghi essiccati (con concentrazione di solidi tra 50-70%) avviene manualmente o con piccoli mezzi meccanici.